# Frédéric Demontfaucon
Frédéric Demontfaucon (* 24. Dezember 1973 in Le Creusot) ist ein ehemaliger französischer Judoka. Er gewann 2000 eine olympische Bronzemedaille und war 2001 Weltmeister.

## Sportliche Karriere
Der 1,82 m große Demontfaucon startete bis 1997 im Mittelgewicht bis 86 Kilogramm. Nach der Reform der Gewichtsklassen kämpfte er bis 2007 meist im Mittelgewicht bis 90 Kilogramm, am Ende seiner Karriere stieg er ins Halbschwergewicht bis 100 Kilogramm auf.
1994 belegte Demontfaucon den dritten Platz bei den Studentenweltmeisterschaften. Bei den Judo-Weltmeisterschaften 1995 unterlag er im Viertelfinale dem Russen Oleg Maltsew und im Kampf um die Bronzemedaille dem Kanadier Nicolas Gill, am Ende belegte er den fünften Platz. Bei den Olympischen Spielen 1996 trat Darcel Yandzi für Frankreich an. Ende 1996 belegte Demontfaucon den dritten Platz bei den Studentenweltmeisterschaften.
2000 gewann er das Tournoi de Paris. Bei den Europameisterschaften 2000 belegte er nach Niederlagen gegen den Niederländer Mark Huizinga und den Ukrainer Ruslan Maschurenko den fünften Platz. Maschurenko war auch sein Gegner im ersten Kampf bei den Olympischen Spielen in Sydney; diesmal siegte Demontfaucon, der erst im Halbfinale gegen den Brasilianer Carlos Honorato verlor. Im Kampf um Bronze besiegte der Franzose den Aserbaidschaner Rasul Salimow.
2001 unterlag Demontfaucon im Finale des Tournoi de Paris dem Japaner Masatoshi Tobitsuka. Bei den Europameisterschaften verlor er im Halbfinale gegen Mark Huizinga, gewann aber den Kampf um Bronze gegen den Polen Przemysław Matyjaszek. Bei den Weltmeisterschaften in München besiegte er in der ersten Runde Rasul Salimow und im Halbfinale den Südkoreaner Yoon Dong-sik, die beiden Bronzemedaillengewinner. Im Finale gewann Demontfaucon gegen den Georgier Surab Swiadauri.
Nach zwei schwächeren Jahren erreichte Demontfaucon 2004 wieder das Finale beim Tournoi de Paris und unterlag dem Japaner Hiroshi Izumi. Nach dem fünften Platz bei den Europameisterschaften schied er bei den Olympischen Spielen in Athen nach Niederlagen gegen Surab Swiadauri und gegen den Russen Chassanbi Taow aus. Im Oktober 2004 gewann die französische Equipe den Titel bei den Mannschaftseuropameisterschaften. 2006 folgte Bronze bei den Mannschaftsweltmeisterschaften.
Bei den Judo-Europameisterschaften 2007 trat Demontfaucon erstmals international im Halbschwergewicht an und verlor gleich in seinem ersten Kampf gegen den Russen Ruslan Gasimow. Nach vier Siegen in der Hoffnungsrunde erhielt der Franzose die Bronzemedaille. Er gewann 2007 noch das Weltcupturnier in Baku. Nach seiner Erstrundenniederlage bei den Olympischen Spielen 2008 in Peking gegen den Israeli Ariel Zeevi endete die Karriere von Frédéric Demontfaucon.

## Französische Meistertitel
- Mittelgewicht: 1998, 1999, 2001 (im Januar und im Dezember), 2007
- Halbschwergewicht: 2003